# César Manrique
César Manrique Cabrera (Arrecife, 24 de Abril de 1919 — Teguise, 25 de Setembro de 1992) foi um pintor, escultor e activista do desenvolvimento sustentável da ilha de Lanzarote, Canárias. Combinou a produção de uma valiosa obra pictórica, escultórica e arquitectónica com a defesa dos valores ambientais das Canárias e com a promoção do desenvolvimento turístico sustentável da sua ilha natal, que em boa parte graças à sua acção é hoje uma Reserva da Biosfera. Na sua obra procurou a harmonia entre a arte e a natureza como espaço criativo. Entre outros galardões, recebeu o Prémio Mundial de Ecologia e Turismo e o Prémio Europa Nostra.